# Idiophantis acanthopa
Idiophantis acanthopa är en fjärilsart som beskrevs av Edward Meyrick 1931. Idiophantis acanthopa ingår i släktet Idiophantis och familjen stävmalar. Inga underarter finns listade i Catalogue of Life.